# Беннунген
Беннунген (нем. Bennungen) — община в Германии, районный центр, расположен в земле Саксония-Анхальт. 
Входит в состав района Зангерхаузен. Подчиняется управлению Росла-Зюдхарц.  Население составляет 950 человек (на 31 декабря 2006 года). Занимает площадь 10,28 км².